# Oskari Mantere

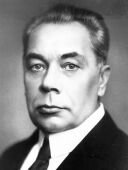
Oskari Mantere

Oskari Mantere (Hausjärvi, 18 september 1874 - Helsinki, 9 december 1942) was een Fins politicus.
Oskar(i) Mantere werd geboren als Okskar Majamäki, maar hij Finlandiseerde zijn achternaam tot Mantere (1889).
Mantere studeerde filosofie en behoorde tot de Nationale Progressieve Partij (ED). Van 1919 tot 1938 zat hij in het Finse parlement (Eduskunta). Hij was meerdere malen minister, onder meer minister van Sociale Zaken (1922-1924) en minister van Onderwijs (1932-1936).
Oskari Mantere werd op 22 december 1928 minister-president. Hij bleef dit tot 16 augustus 1929. Hij stond aan het hoofd van een coalitie van de ED en de Nationale Coalitie Partij (KOK). De drie leden van de KOK die in de regering zaten, waren op eigen initiatief lid van de regering geworden, zonder dat zij door hun partij waren afgevaardigd.
Oskari Mantere overleed in Helsinki op 9 december 1942.